# Hauptidia soosi
Hauptidia soosi är en insektsart som först beskrevs av Dlabola 1952.  Hauptidia soosi ingår i släktet Hauptidia och familjen dvärgstritar. Inga underarter finns listade i Catalogue of Life.